# La fabbrica dell'imprevisto (film 1942)
La fabbrica dell'imprevisto è un film del 1942 diretto da Jacopo Comin.

## Produzione
Tratto da una commedia di Barzini e Fraccaroli Quello che non t'aspetti, il film prodotto da Giulio Zaccheo per la ATESIA Kino Film, venne girato a Cinecittà, all'inizio del 1942, per essere presentato in prima visione pubblica il 3 settembre 1942.